# Daniel Tani
Daniel Tani (* 1. února 1961, Ridley Park, Pensylvánie) je americký inženýr a astronaut NASA. Přestože se narodil v Ridley Parku v Pensylvánii, uvádí za své rodné město Lombard v Illinois. Společně s Peggy Whitson provedl Tani 100. výstup do otevřeného kosmu (EVA) na Mezinárodní vesmírné stanici.

## Vzdělání, kariéra
Tani získal v roce 1979 bakalářský titul na Glenbard East High School, Lombard, Illinois. Po zisku titulu bakaláře pracoval Tani jako konstruktér ve firmě Hughes Aircraft. V roce 1986 se vrátil ke studiu v oboru mechanického strojírenství na Massachusettském technologickém institutu, kde se specializoval na lidské faktory a skupinové rozhodování. Inženýrský titul získal v roce 1988. Po promoci pracoval ve firmě Orbital Sciences Corporation mimo jiné na vývoji rakety Pegasus, která startuje z letadla.

## Lety do vesmíru
V dubnu 1996 byl vybrán jako kandidát na astronauta a od srpna 1996 prodělal výcvik v Johnson Space Center. Po ukončení dvouleté přípravy se kvalifikoval jako specialista mise.
Poprvé letěl Tani do vesmíru při misi STS-108, kde plnil funkci druhého specialisty mise. Cílem mise byla Mezinárodní vesmírná stanice, kam raketoplán dopravil posádku Expedice 4, více než tři tuny zásob a vědecké pokusy. Zpět na Zemi se raketoplánem vrátili astronauti Expedice 3. Tani strávil ve vesmíru více než 11 dní, přičemž provedl výstup do volného prostoru, při kterém byly vybaveny tepelnou ochranou výkyvné systémy panelů solárních článků.
Po návratu z mise STS-108 byl Tani přidělen jako záložní palubní inženýr Expedice 9. Zpět do vesmíru se dostal až jako inženýr v Expedici 16. Na stanici ISS ho dopravil raketoplán Discovery při misi STS-120 27. října 2007. Jeden výstup do otevřeného kosmu absolvoval, když ještě raketoplán kotvil u stanice. Další čtyři až po odpojení raketoplánu v rámci Expedice. Původně stanovený termín návratu na Zemi s posádkou STS-122 byl kvůli poruše čidel ECO odložen o více než dva měsíce, a tak se Tani dostal na Zemi až 20. února 2008.
- STS-108 – Endeavour (5. prosince 2001 – 17. prosince 2001)
- STS-120 – Discovery (23. října 2007 – )
- Expedice 16 – ISS (27. října 2007 – 18. února 2007)
- STS-122 – Atlantis ( – 20. února 2008)

## Osobní život
Je ženatý s Jane Egan, má dvě děti. Jeho koníčky jsou golf, létání, běh, tenis, hudba, vaření.